# تپه قلعه فالیس
تپه قلعه فالیس مربوط به دوران‌های تاریخی پس از اسلام است و در شهرستان طالقان، روستای شهراسر واقع شده و این اثر در تاریخ ۱۲ بهمن ۱۳۸۱ با شمارهٔ ثبت ۷۲۴۳ به‌عنوان یکی از آثار ملی ایران به ثبت رسیده‌است.